# Mogge Sseruwagi
Mugambwa Francis Joseph "Mogge" Sseruwagi, född 17 maj 1978 i Kenya, är en kenyansk-svensk artist. Tillsammans med Sanna Bråding var Sseruwagi programledare för Idol 2006 på TV4. Sseruwagi gjorde rollen som Abby Sali i TV-serien Tre Kronor 1994-1999. Under 2000-talet gav han ut två skivor under artistnamnet Masayah. Han har även arbetat för TV400. Från februari 2008 var han en av programledarna för TV-programmet ZTV Presenterar tillsammans med Hanna Fridén och Melinda Wrede.
Sseruwagi utsågs i januari 2007 till "Året bäst klädde man" av tidningen Elle. Under sommaren 2007 ledde han Sommartoppen tillsammans med Ayesha Quraishi.

## Filmografi
- 1994 – Tre Kronor (TV-serie) - Abby Sali (1994-1999)
- 2010 – Som hund och katt - Kitty Galores hämnd - (röst)
- 2021 – Space Jam: A New Legacy (röst)

## Diskografi
- 2002 - Masayah
- 2005 - P.S.

## Singlar
- 2001 - "Tar Det Tillbaka (Remix)" (Feat. Petter, Nougie Jadama, Supreme, Még, PeeWee & Eye-N-I)
- 2004 - "Felicia"/"Lev ditt liv"
- 2006 - "Glassigt" (Feat. Mange Schmidt)
- 2009 - "För alla dom" (Feat. Petter & Ison & Fille)